# Eupithecia limbosignata
Eupithecia limbosignata là một loài bướm đêm trong họ Geometridae.